# هنریک کاسپرچاک
هنریک وویچیخ کاسپرچاک (انگلیسی: Henryk Wojciech Kasperczak؛ زادهٔ ۱۰ ژوئیهٔ ۱۹۴۶) یک بازیکن فوتبال اهل لهستان است.
وی همچنین در تیم ملی فوتبال لهستان بازی کرده‌است.